# Воздушный мост (Рига)
Воздушный мост (латыш. Gaisa tilts, также неофициально — ВЭФовский мост, VEF tilts) — автомобильно-трамвайно-пешеходный путепровод в Риге, при пересечении улицы Бривибас с железнодорожными путями в районе станции Земитаны. Старейшее инженерное сооружение подобного рода в городе.

## История
В XVIII—XIX веках на этом месте находился въезд в Ригу со стороны Санкт-Петербурга — столицы Российской империи. В честь победы русской армии над Наполеоном здесь в 1815—1817 годах была сооружена Триумфальная арка — Александровские ворота. Нынешняя улица Бривибас также именовалась в то время Александровской.
В 1872 году в данном районе проложили железную дорогу, а в начале XX века началась подготовка к устройству путепровода через неё. В 1903 году Александровские ворота были перенесены в конец улицы Бривибас — в район Шмерли (с 1936 года они находятся в саду Виестура).
18 мая 1906 года на месте Александровских ворот торжественно открыт первый в Риге виадук через железную дорогу — нынешний Воздушный мост (до начала 1920-х гг. — Александровский мост). Строительством путепровода по чертежам проектировочной конторы реконструкции Рижского центрального железнодорожного узла руководил М. Зайцев. Металлические фермы по проекту инженера П. Н. Вознесенского были изготовлены на заводе Ружского в Варшаве. Ширина проезжей части составила 11 метров. Были проложены трамвайные рельсы, оборудованы консольные тротуары и утопленные в специальных нишах лестницы для пешеходов.
Во время Второй мировой войны путепровод взорвали, восстановлен военными строителями в 1945 году. На ремонт металлических ферм пошли балки разрушенного Земгальского моста.
30 декабря 1959 года городскими властями принято решение о кардинальной реконструкции путепровода, которая была осуществлена в 1963 году. Приобретённый в ходе ремонтных работ новый внешний вид путепровода сохранился до сегодняшнего дня.
В современных планах развития города — проект сооружения под Воздушным мостом подземного тоннеля, который увеличит пропускную способность этого важного узла городской транспортной системы.